# Doxocopa cyane
Doxocopa cyane är en fjärilsart som beskrevs av Pierre André Latreille 1833. Doxocopa cyane ingår i släktet Doxocopa och familjen praktfjärilar. Inga underarter finns listade i Catalogue of Life.